# Karkamani

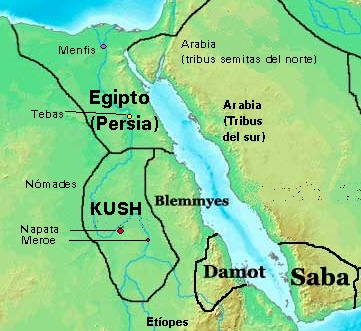
Mapa de Kush, s. VI-V a. C.

Karkamani fue el rey de Kush (Nubia) entre el año 519 a. C. y el 510 a. C., del llamado período Napata. 
Otras grafías de su nombre son: Karakamani, Karaka Amani, Karka Amani y Amanikarqo.

## Biografía

Mapa de Napata.

Fue hijo del rey Amani-nataki-lebte, quien reinó entre 538 y 519 a. C. y a su muerte le sucedió en el trono.
No se conoce su nombre real y, lo que es común en el período, tampoco el nombre de Horus.
No hay más información de su reinado. En el norte, Egipto ya había sido pacificado por Darío, quién mantendría una política progresista: excavación de un canal que comunicaba el río Nilo con Suez (lo que permitía navegar desde el Nilo hasta Persia, pasando por Saba y rodeando la península arábiga), templos en Menfis, Edfu y el Gran Oasis, etc. 
Karkamani murió en el 510 a. C. y lo sucedió su hijo Amaniastabarqa. Fue enterrado en la necrópolis de Nuri. Su pirámide es la clasificada como N.º 7.

### Imágenes
- Cerámica, Museo of Fine Arts, Boston (enlace roto disponible en Internet Archive; véase el historial, la primera versión y la última).
- Jarrón de alabastro con el nombre del Rey, Museo of Fine Arts, Boston (enlace roto disponible en Internet Archive; véase el historial, la primera versión y la última).

| Predecesor: (Período Napata) - Amani-nataki-lebte | Rey de Kush Período Napata | Sucesor: Amaniastabarqa - (Período Napata) |

- Datos: Q889345